# Colle di Tora
Colle di Tora ist eine italienische Gemeinde in der Provinz Rieti in der Region Latium mit 367 Einwohnern (Stand 31. Dezember 2023). Sie liegt 73 km nordöstlich von Rom und 29 km südöstlich von Rieti.

## Geographie
Colle di Tora liegt auf einer Halbinsel im Stausee Lago del Turano, der vom Turano durchflossen wird.
Es ist Mitglied der Comunità Montana del Turano.
Die Nachbarorte sind Castel di Tora, Poggio Moiano, Pozzaglia Sabina und Rocca Sinibalda.

## Geschichte

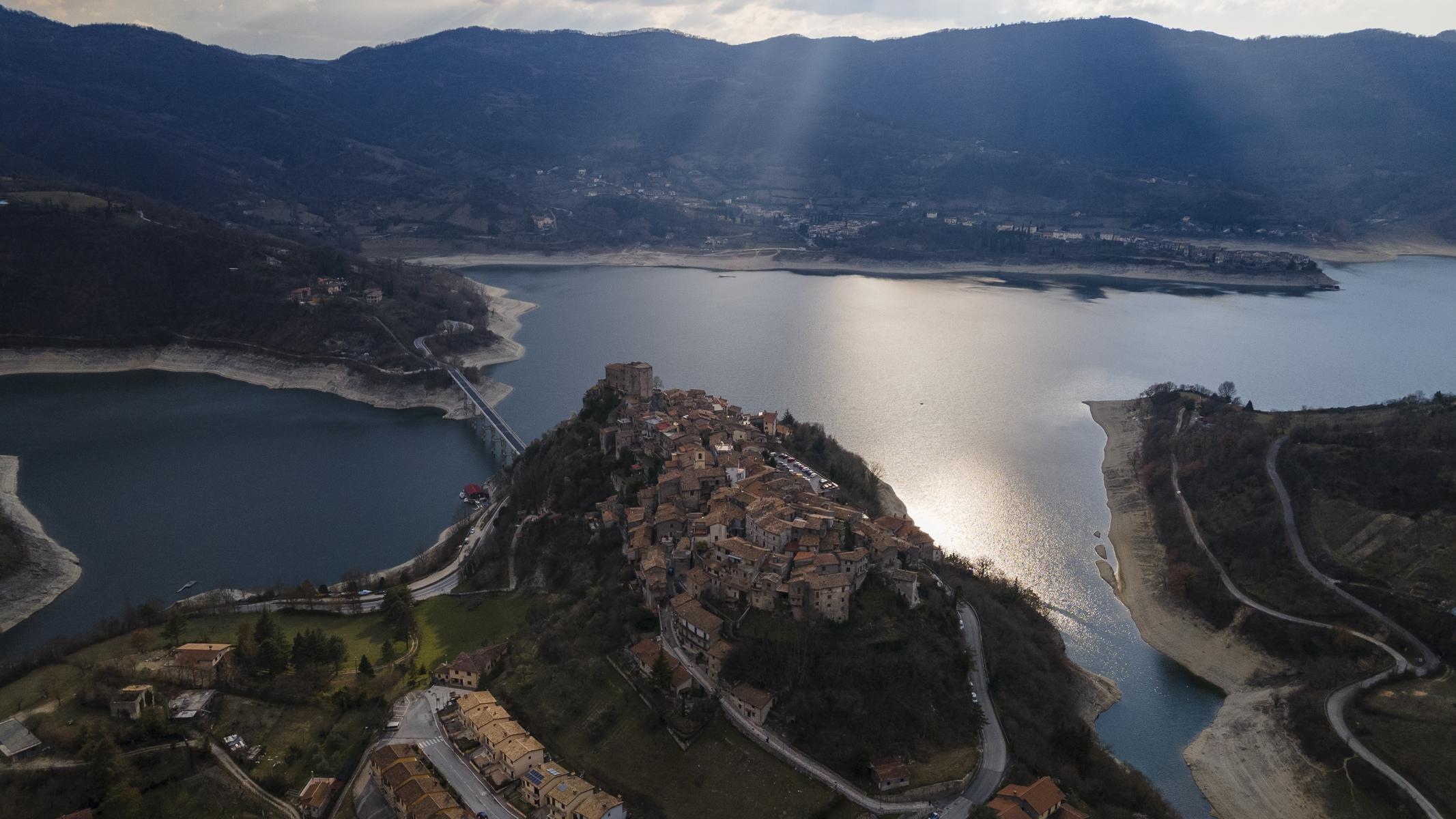
Castel di Tora (vorne) und Colle di Tora (hinten) an den Ufern des Turano-See im Landkreis Rieti, Latium, Italien.

Im 10. Jahrhundert wurde das Turanotal von den Sarazenen verwüstet. Vermutlich gründeten überlebende Bewohner darauf Colle di Tora auf einem leicht zu verteidigenden Felsvorsprung oberhalb des Turano.
Im 11. Jahrhundert gehörte es der Abtei Farfa, bevor es im 13. Jahrhundert zur Familie der Brancaleoni kam. Im 16. Jahrhundert erwarb es die Familie Orsini, die den Ort 1634 für 43.000 Scudi an Marcantonio Borghese verkaufte.
Bis 1864 hieß der Ort Collepiccolo und wurde dann nach der (vermeintlich) hier gelegenen antiken Stadt Thora der Sabiner umbenannt.

## Bevölkerungsentwicklung
| Jahr      | 1861 | 1881 | 1901 | 1921 | 1936 | 1951 | 1971 | 1991 | 2001 |
| --------- | ---- | ---- | ---- | ---- | ---- | ---- | ---- | ---- | ---- |
| Einwohner | 509  | 523  | 667  | 646  | 676  | 628  | 481  | 412  | 383  |

Quelle: ISTAT

## Politik
Beniamino Pandolfi (Lista Civica: Noi Con Voi) wurde am 26. Mai 2019 zum neuen Bürgermeister gewählt.